# Enyo ocypete
Enyo ocypete (Linnaeus, 1758) è un lepidottero appartenente alla famiglia Sphingidae, diffuso in America Settentrionale, Centrale e Meridionale.

## Descrizione

### Adulto
Nel maschio, l'ala anteriore è priva della plica contenente l'organo androconiale. La pagina superiore dell'ala posteriore mostra una pallida area anale bianco-giallastra di valore diagnostico.

La femmina è simile a quella di E. lugubris lugubris, rispetto alla quale è però agevole distinguerla per la presenza di un'ampia fascia dorsale bruna alla base dell'addome; la suddetta fascia è pressoché assente o molto sottile nella femmina di E. lugubris lugubris. La pagina superiore dell'ala anteriore presenta un'area scura dal contorno non ben definito, che si prolunga in direzione della linea mediana fino al margine superiore. La macchia discale è ridotta.

Le antenne mostrano un pronunciato ciuffo apicale di scaglie.

Il genitale maschile è molto simile a quello di E. lugubris lugubris, tuttavia il processo apicale dell'uncus è meno lungo e leggermente curvato verso il basso, così come pure il processo ventrale risulta più corto. Lo gnathos è ritorto all'apice, mentre le valve non presentano processo apicale, e sono acuminate più o meno omogeneamente nel terzo distale. L'edeago termina in un lungo processo
apicale appuntito, alquanto robusto.

L'apertura alare è circa di 60 mm.

### Larva
Il bruco è verde-azzurrino, con striature longitudinali dorsali e dorso-laterali di un verde più intenso. Il capo è largo e appiattito, relativamente piccolo rispetto alle dimensioni del corpo. La colorazione del corpo è molto variabile, con alcune forme tendenti al rosa pallido. Sui fianchi sono presenti nove linee oblique di un verde più carico. Il cornetto caudale si riduce via via che gli stadi di sviluppo larvale si susseguono.

### Pupa
Le crisalidi appaiono scure e lucide, con un cremaster sviluppato e appuntito; si rinvengono entro bozzoli posti a scarsa profondità nel sottobosco. L'adulto emerge circa quattordici giorni dopo la data di impupamento.

## Biologia

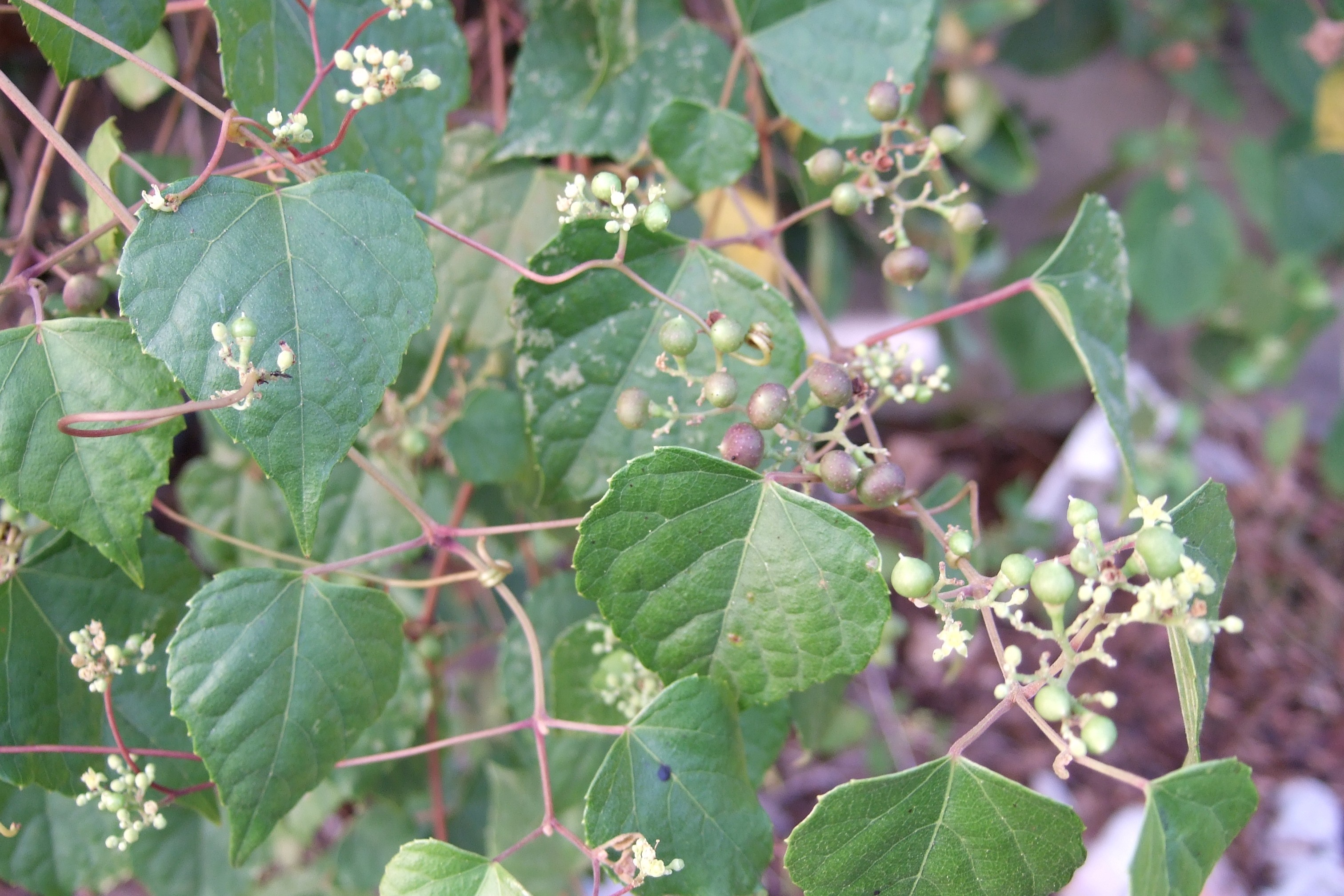
Ampelopsis brevipedunculata

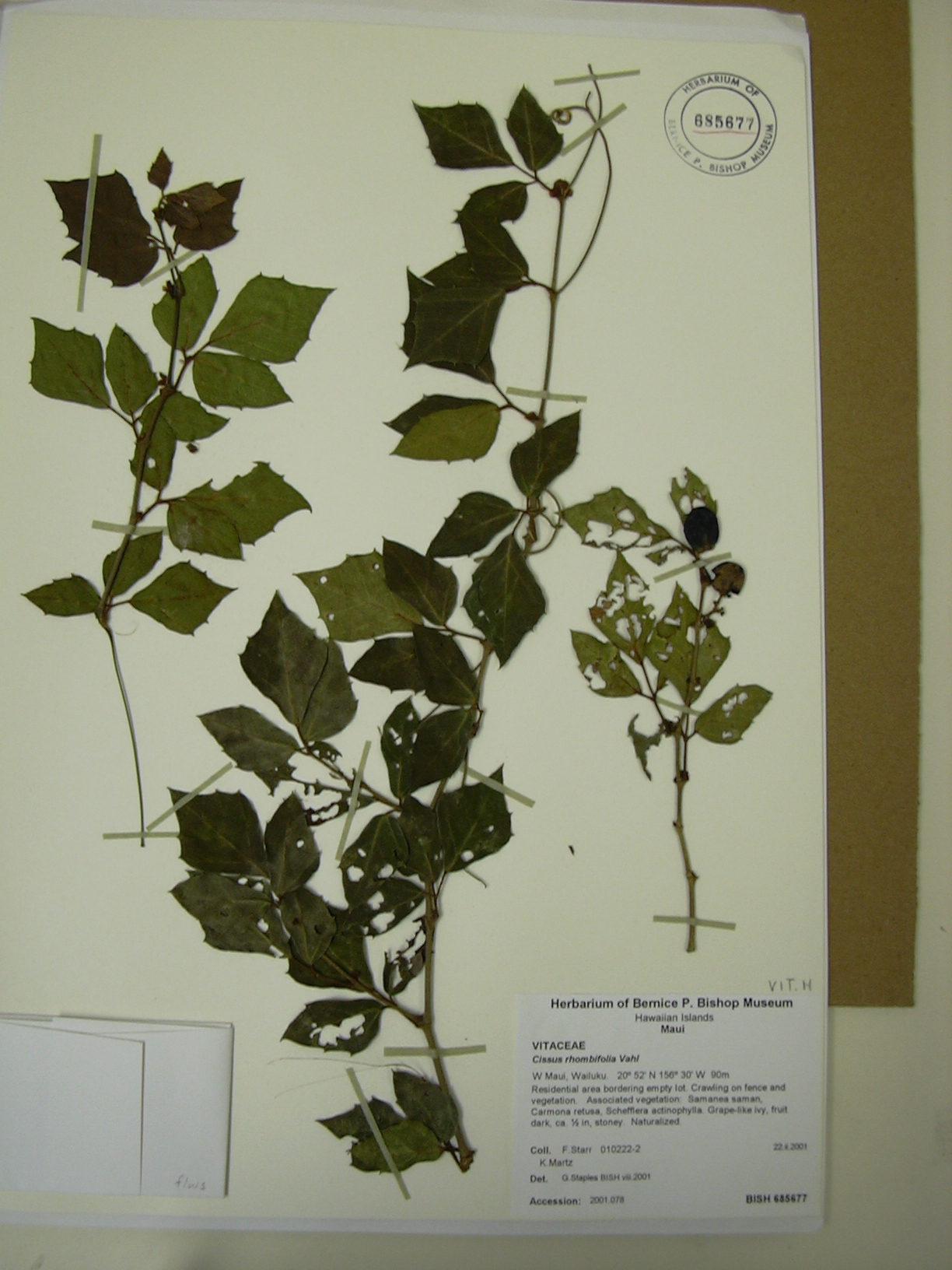
Cissus rhombifolia

Localizzazione geografica del Suriname, locus typicus della specie secondo Cramer

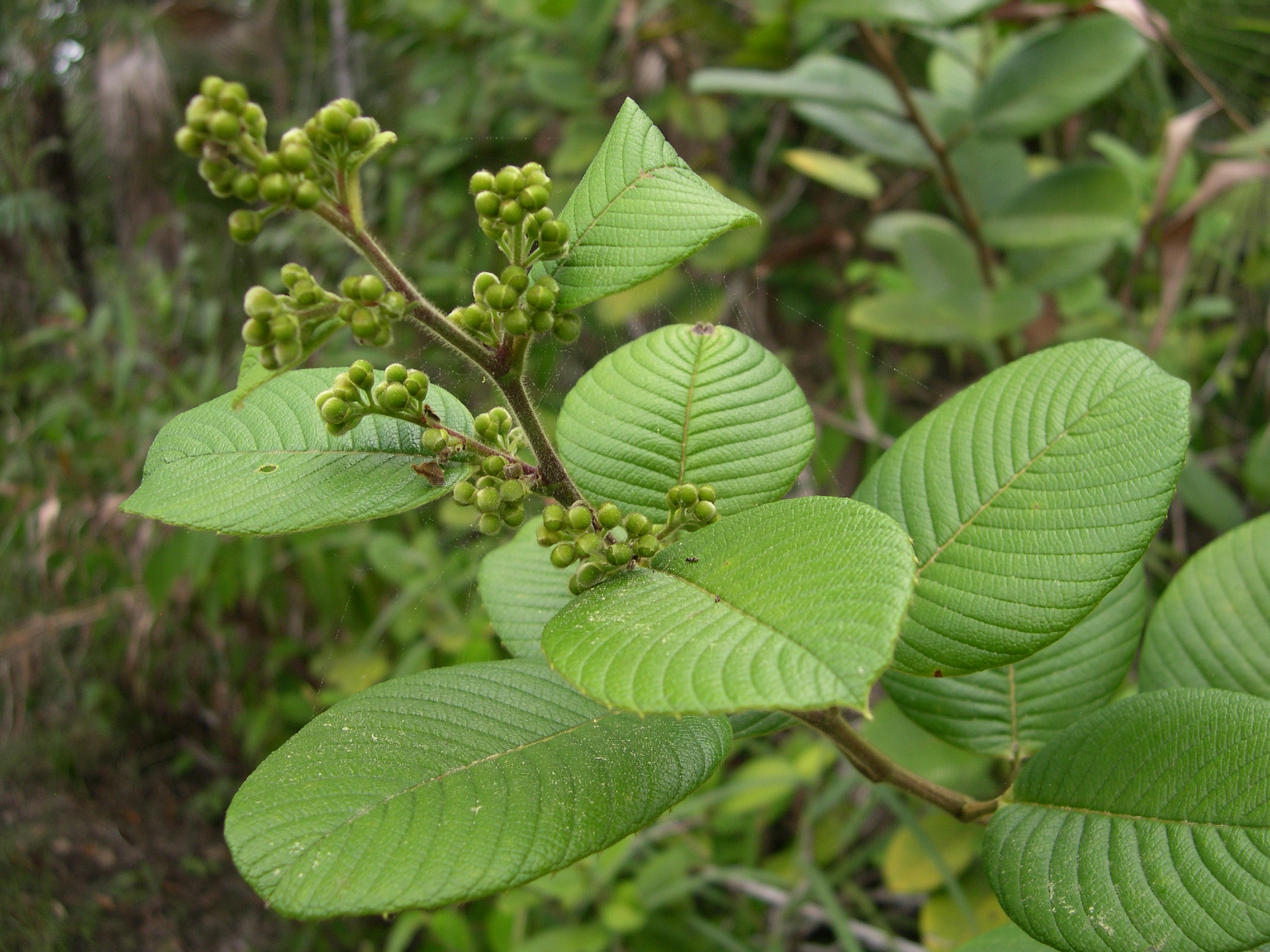
Foglie e infiorescenze di Curatella americana

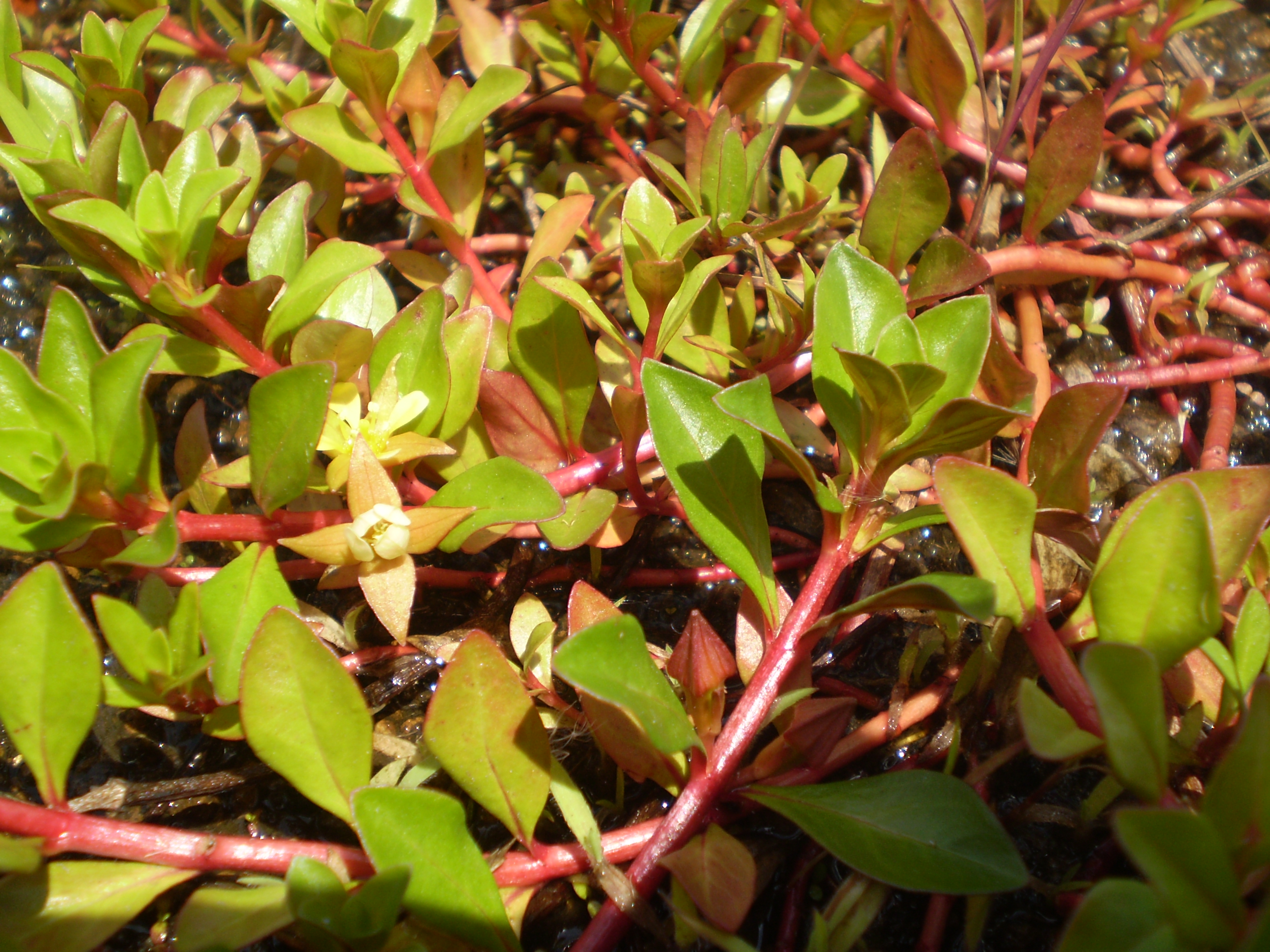
Ludwigia repens

Durante l'accoppiamento, le femmine richiamano i maschi grazie ad un feromone rilasciato da una ghiandola, posta all'estremità addominale. Gli adulti di entrambi i sessi emettono una sorta di forte ronzio quando si librano in volo.

### Periodo di volo
Gli adulti di questa specie sono rinvenibili tutto l'anno nella fascia tropicale, mentre più a nord volano tra agosto e novembre. In Bolivia sono rinvenibili tra gennaio e aprile, ad agosto e tra ottobre e dicembre.

### Alimentazione
Gli adulti suggono il nettare di fiori di varie specie.
I bruchi parassitano le foglie di membri di diverse famiglie, come per esempio:
- Ampelopsis spp. Michx. (Vitaceae)
- Cissus rhombifolia Vahl (Roicisso) (Vitaceae)
- Curatella americana L. (Dilleniaceae)
- Doliocarpus multiflorus Standl. (Dilleniaceae)
- Ludwigia spp. L. (Onagraceae)
- Tetracera hydrophila Triana and Planch. (Dilleniaceae)
- Tetracera volubilis L. (Dilleniaceae)
- Vitis tiliifolia Humb. & Bonpl. ex Schult (Vitaceae)

## Distribuzione e habitat
L'areale di questa specie si estende sia sull'Ecozona neartica sia su quella neotropicale, essendo presente in Argentina (Misiones, Salta), 
Bolivia (Beni, La Paz, Santa Cruz), Brasile (Mato Grosso, Minas Gerais), Colombia (Meta), Costa Rica, Cuba, Ecuador, Giamaica, Guatemala, Guyana (Barima-Waini), Haiti, Messico, Panama, Paraguay, Perù (Junín), Repubblica Dominicana, Stati Uniti d'America (Florida, Louisiana), Venezuela (Amazonas, Apure, Aragua, Barinas, Bolívar, Delta Amacuro, Lara, Portuguesa, Táchira, Yaracuy).
L'habitat è rappresentato da foreste tropicali e sub-tropicali, dal livello del mare fino a oltre 1500 metri di altitudine.

## Tassonomia

### Sottospecie
Al momento non sono riconosciute sottospecie.

### Sinonimi
Sono stati riportati sei sinonimi:
- Enyo danum Godman & Salvin, 1881 - Biol. centr.-amer., Lep. Heterocera 1: 7 (Sinonimo eterotipico)[7]
- Enyo ocypete rufa Raymundo da Silva, 1932 (Sinonimo eterotipico)
- Sphinx camertus Cramer, 1780 - Uitl. Kapellen 3 (17-21): pl. 225, f. A, (index) 174 - Locus typicus: Suriname (Sinonimo eterotipico)[5]
- Sphinx danum Cramer, 1780 - Uitl. Kapellen 3 (17-21): pl. 225, f. B, (index) 174 - Locus typicus: Suriname (Sinonimo eterotipico)[5]
- Sphinx ocypete Linnaeus, 1758 - Syst. Nat. (Edn 10) 1 : 489 - Locus typicus: in calidis regionibus (sic) (Sinonimo omotipico, basionimo)[1]
- Thyreus danum Boisduval, 1870 - Considérations Lépid. Guatemala: 67 (Sinonimo eterotipico)[8]